# Fontenai-les-Louvets
Fontenai-les-Louvets is een plaats en voormalige gemeente in het Franse departement Orne in de regio Normandië en telt 217 inwoners (1999). De plaats maakt deel uit van het arrondissement Alençon.

## Geschiedenis
Fontenai-les-Louvets is op 1 januari 2019 gefuseerd met de gemeenten Livaie, Longuenoë en Saint-Didier-sous-Écouves tot de gemeente L'Orée-d'Écouves. 

## Geografie
De oppervlakte van Fontenai-les-Louvets bedraagt 18,2 km², de bevolkingsdichtheid is 11,9 inwoners per km².
De onderstaande kaart toont de ligging van Fontenai-les-Louvets met de belangrijkste infrastructuur en aangrenzende gemeenten.

## Demografie
Onderstaande figuur toont het verloop van het inwonertal (bron: INSEE-tellingen).